# アルシャー右旗
アルシャー右旗（アルシャーうき、中国語：阿拉善右旗、モンゴル語：ᠠᠯᠠᠱᠠ
ᠪᠠᠷᠠᠭᠤᠨ
ᠬᠣᠰᠢᠭᠤ、Alaša Baraɣun qosiɣu）は、中華人民共和国内モンゴル自治区アルシャー盟に位置する旗。地方政府はバダインジャラン・バルガス（巴丹吉林鎮）にある。
バダインジャラン砂漠にあり、東はアルシャー左旗、南は甘粛省、西はエジン旗、北はモンゴル人民共和国に接している。人口は25,181人（2011年）、その約6割がバダインジャラン・バルガス（巴丹吉林鎮）に居住している。住民は、モンゴル族、漢族、回族、チベット族等、10の民族が居住している。

## 歴史
1961年に旗が設置される。旗名は賀蘭山の異名による。アルシャー蒙古文語で「黄金の馬」あるいは「肘」の意味とされる。

## 行政区画
3バルガス（鎮）、4ソム（蘇木）を管轄：
- バルガス（鎮）
  - バダインジャラン・バルガス（巴丹吉林鎮）
  - ヤブライ・バルガス（雅布頼鎮）
  - アルタンオボー・バルガス（阿拉騰敖包鎮）
- ソム（蘇木）
  - マンダル・ソム（曼徳拉蘇木）
  - アルタンチョグ・ソム（阿拉騰朝格蘇木）
  - バインゴル・ソム（巴音高勒蘇木）
  - タンサグボラグ・ソム（塔木素布拉格蘇木）

## 経済
人口希薄な地域であり無人の砂漠地帯が多く広がる。モンゴル人による遊牧の他、最近は積極的に外資を導入した鉄鉱業への投資を増加させている。

## 交通

### 航空
- アルシャー右旗バダンジリン空港

### 鉄道
- 中国鉄路総公司
  - 臨策線

### 道路
- 高速道路
  - 京新高速道路